# Lentivírus
A lentivírusok a retrovírusok egy bizonyos csoportjához tartoznak, melyek jellemzője, hogy a vírus szervezetbe kerülése után csak később idéznek elő tüneteket. Ilyenek például: 
- HIV (HIV-1, HIV-2) (Human immunodeficiency virus): emberekben, az immunrendszert károsító vírus
- SIV (Simian immunodeficiency virus): majmokban
- FIV (Feline immunodeficiency virus): macskákban
- Visna (Visna-Maedi virus): juhokban/birkákban
- CAEV (Caprine arthritis-encephalitis virus): kecskékben
- EIAV (Equine infectious anemia virus): lovakban
- BIV (Bovine immune deficiency virus): tehenekben

A lentivírusok gyakran okoznak a gazdában immunhiányos betegségeket, így lassan fejlődő leépülést, idegi degenerációkat és halált.
Egyik tulajdonságuk, mely megkülönbözteti a retrovírusoktól, az a genomjuk figyelemre méltó bonyolultsága. A legtöbb retrovírus, amely képes replikációra, csak három gént tartalmaz (env, gag és pol). A HIV nem csak ezeket a géneket tartalmazza, hanem másik hatot is, (tat, rev, nef, vif, vpr és vpu) melyek a kész vírusmásolatok regulációjáért felelősek. Ezek a plusz gének jócskán hozzájárulnak a HIV magas patogenitásához, mely minden egyéb retrovírustól megkülönbözteti.

## Morfológia

A HIV szerkezete

A virionok 80–100 nm átmérőjűek. Gömbölyűek vagy pleomorfok, kapszidmagjuk hengeres vagy kúp alakú. A vírust borító anyag kitüremkedései miatt érdes lehet a felszín, vagy kis (8 nm körüli) peplomerek oszolhatnak el egyenlően a felszínen.